# (2942) Cordie
(2942) Cordie (1932 BG; 1936 KF; 1976 GS6; 1982 BG2) ist ein ungefähr sieben Kilometer großer Asteroid des inneren Hauptgürtels, der am 29. Januar 1932 vom deutschen (damals: Weimarer Republik) Astronomen Karl Wilhelm Reinmuth an der Landessternwarte Heidelberg-Königstuhl auf dem Westgipfel des Königstuhls bei Heidelberg (IAU-Code 024) entdeckt wurde.

## Benennung
(2942) Cordie wurde nach der Astrogeologin Cordula „Cordie“ Astrid Robinson benannt, die diese Tätigkeit am Harvard-Smithsonian Center for Astrophysics ausführte. Die Benennung wurde vom US-amerikanischen Astronomen Conrad M. Bardwell nach einer Empfehlung von Gareth Vaughan Williams empfohlen.